# Myrmecium rufum
Myrmecium rufum là một loài nhện trong họ Corinnidae.
Loài này thuộc chi Myrmecium. Myrmecium rufum được miêu tả năm 1824 bởi Latreille.